# اونینگز اسکولای واسا

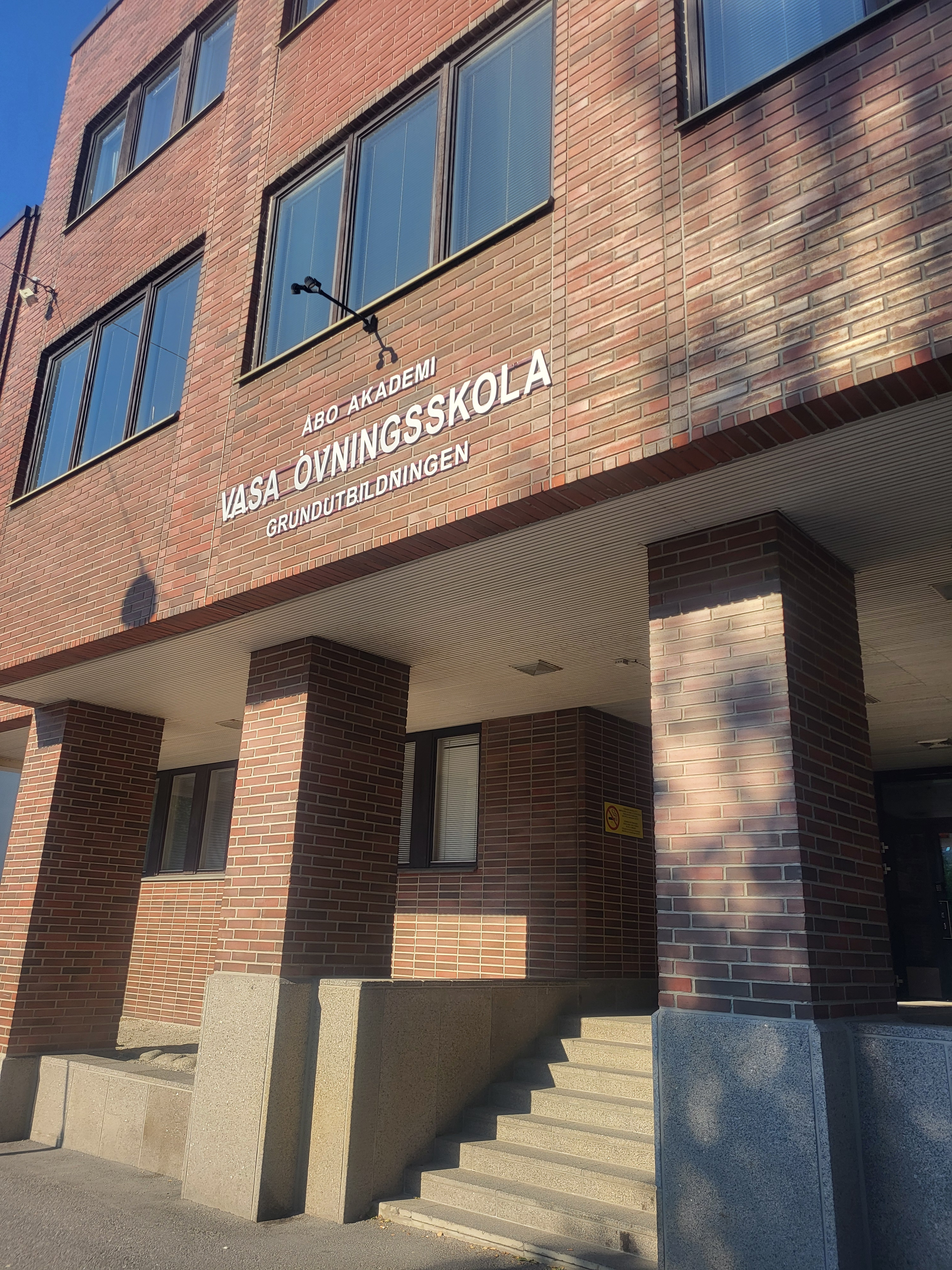
ورودی اصلی اونینگز اسکولای واسا

مدرسۀ اونینگز اسکولای واسا (به سوئدی: Vasa övningsskola) (VÖS) یک مدرسه عادی سوئدی زبان در واسا، فنلاند است. VÖS بخشی از دانشگاه ابو آکادمی و دانشکده مطالعات آموزشی و رفاهی آن است که در واسا واقع شده است. این تنها مدرسه عادی سوئدی در فنلاند است. VÖS آموزش پیش‌دبستانی، ابتدایی و متوسطه اول و دوم را ارائه می‌دهد و علاوه بر این، یکی از ۱۷ مدرسه در فنلاند است که دارای برنامه دبیرستان بین‌المللی با مدرک کارشناسی است.
مدرسۀ VÖS پیش از این مدرسۀ واسا تریویال‌اسکولا (سوئدی: Wasa Trivialskola) بود که رسماً در سال ۱۶۸۴ تأسیس شد، اگرچه تدریس در آن از سال ۱۶۱۱ آغاز شده بود. نام تریویال‌اسکولا به تریوییم (سه‌گانه) اشاره دارد و در آن زمان، دروس دینی، لاتین و یونانی بودند. در سال ۱۸۴۴، این مدرسه نام خود را به واسا جیمنازیوم (Vasa Gymnasium) تغییر داد. در آتش‌سوزی شهر واسا در سال ۱۸۵۲، ساختمان مدرسه ویران شد و پس از بازسازی، مدرسه به مکان فعلی خود در مرکز شهر، کنار کلیسای واسا در کرککوپوئیستیکو (به سوئدی: Kyrkoesplanaden) منتقل شد.
در رتبه‌بندی بر اساس نمرات آزمون ورودی فنلاند، اونینگز اسکولای واسا (به سوئدی: Vasa övningsskola gymnasium) در رتبه‌ی هشتم از ۳۵ مدرسه‌ی سوئدی‌زبان فنلاند قرار گرفته است. میانگین نمره ۲۵.۱ بود که کمی بالاتر از میانگین ملی ۲۴.۰ بود، که با این وجود، این نمره آن را در رتبه اول شهر واسا قرار می‌دهد. ۱۰۴ دانش‌آموز در سال ۲۰۰۹ آزمون ورودی را به پایان رساندند و ۴۹٪ بلافاصله پس از فارغ‌التحصیلی در آموزش عالی پذیرفته شدند.
از جمله دانش‌آموزان سابق این مدرسه می‌توان به شاعر ملی فنلاند، یوهان لودویگ رونبری (۱۸۰۴-۱۸۷۷) اشاره کرد.